# Sugárfék

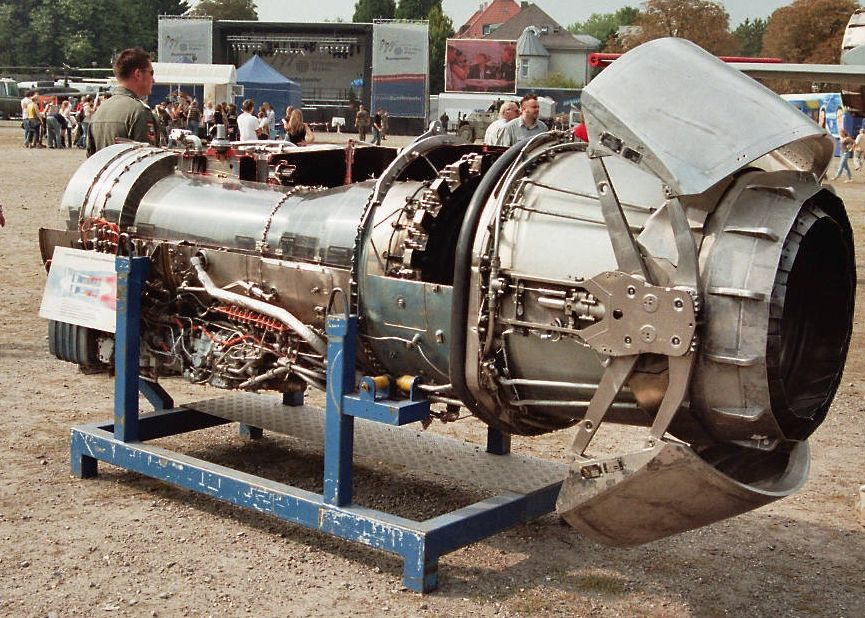
Egy Rolls-Royce hajtómű, nyitott sugárterelőkkel

A sugárfék  légijármű sebességének csökkentésére szolgáló eszközcsalád. Köznapi használatában a sugárhajtású repülőgépek tolóerő-visszafordító szerkezetét jelenti. A sugárfék használati elve egyszerűen összefoglalható: a jármű haladási irányába fordított gázsugár a járműre fékezőerőt gyakorol, a kifújt gázsugár reaktív hatóerejét hasznosítva.
A mozgó jármű fékezésére számos különböző módszert használnak, a leggyakoribb a kerék fékezése, más példák az aerodinamikai fékfelületek alkalmazása, beleértve a fékernyőket, továbbá a hajtómű vagy egy külön gázsugár tolóerejének szembefordítása, kötött pályán előfordul az elektromágneses fékezés, de idetartozik még akár a fékhorog is.
A menetirányba fordított tolóerő csavarhajtásnál is megvalósítható. Elfordítható hajtóművel felszerelt járműnél az ellenirányú tolóerő egyszerűen létrehozható a hajtóműház visszafordításával, de a tolócsavar forgásiránya is megfordítható lehet, ez a megoldás hajóknál jellegzetes. Légcsavarhajtású repülőgépeknél bevált módszer a légcsavarlapátok hossztengely körüli elfordítása, ez esetben a leállított vagy szabadon forgó légcsavar passzív légellenállást fejt ki, de még hatékonyabb a változatlan irányban forgó légcsavar állásszögét úgy beállítani, hogy a létrehozott tolóerő előre mutasson.
A gázsugárral történő fékezés egy szűk körben használt, de jellegzetes példája egy űreszköz fékezése oly módon, hogy a járművet a haladási iránynak háttal fordítják, és a hajtómű erejét használják a sebesség csökkentésére, illetve pályamódosításra. A fékező erő létrehozható kifejezetten erre a célra felszerelt rakéta-ellenhajtással vagy más gázsugaras fékmotorral is, ilyen megoldás főleg speciális, nagy sebességű kísérleti eszközöknél, esetleg sebességrekord elérésére tervezett járműveknél látható. A fékrakéta egy jellegzetes alkalmazása például az orosz Szojuz űrhajók visszatérő egységének fékezése, amikor is az ejtőernyővel leereszkedő kabin sebességét a földetérés előtti másodpercben begyújtott kis rakétákkal csökkentik biztonságosra.

## Tolóerő-visszafordításos sugárfék repülőgépeken
A leszálló repülőgépek sebességét a földetérés után a gurulósebességig, esetleg a teljes megállásig kell csökkenteni, ennek ismert módja a futómű kerekeinek súrlódásos elvű, hagyományos fékezése. Ez a megoldás azonban nem mindig elegendő a kellő lassuláshoz. Nedves, jeges, szennyezett futópályán a csökkenő fékhatás a kifutási úthosszt olyan mértékig is növelheti, hogy a repülőgép túlfutna a futópálya végén, ami súlyos balesetet is eredményezhet. Szintén okozhat problémát a futómű valamilyen hibája, a késve földre tett gép előtt maradt pálya rövidsége, a rossz időjárás vagy a gép sérülése miatt választott túl nagy besiklási sebesség is. A mielőbbi lassulást szükségessé teheti a repülőtér zsúfolt forgalma is, amikor a leszálló gépnek a lehető leghamarabb el kell hagynia a futópályát. A felsorolt esetekben a futófék nem nyújtaná a szükséges lassulást, tehát rásegítő fékerőt is igénybe kell venni. Az utasszállító gépek kategóriájában erre a hajtómű tolóerejének a menetirányba fordítása ad lehetőséget.

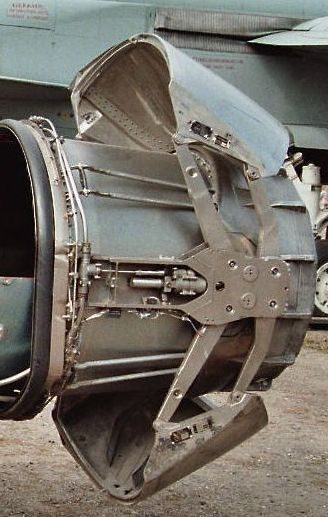
Tolóerő-visszafordító lapok semleges, szétnyitott helyzetben. Összezáródva a hajtómű végét nem zárják el, csak kétfelé elterelik a gázsugarat

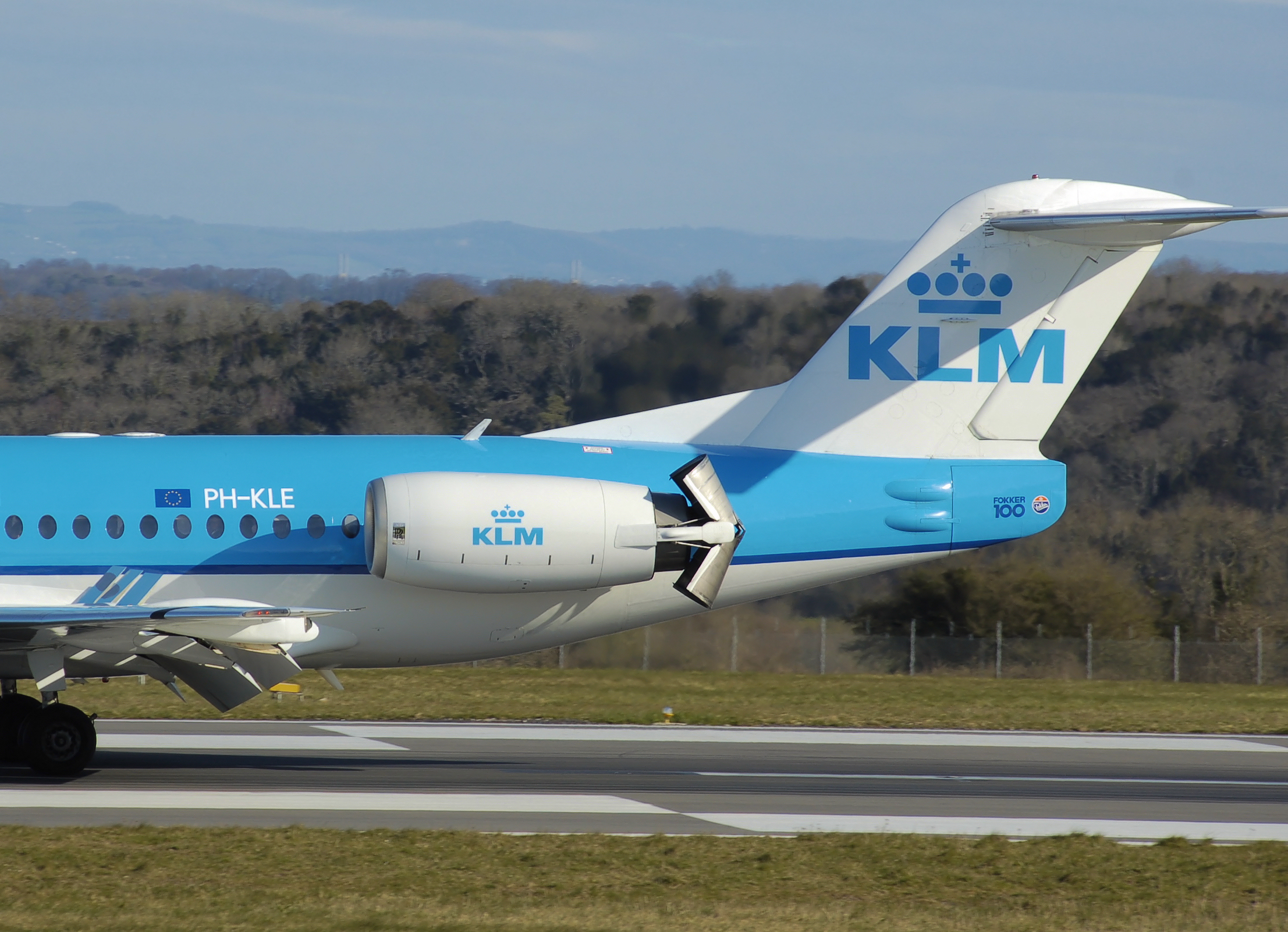
Egy Fokker 100-as összezárt toloóerő-visszafordító lapokkal, sugárfékezés közben

Az illusztráció első ábráján a hagyományos helyzet látható, amikor a megszokott módon működő hajtómű tolóereje a gépet gyorsítani igyekszik. A második ábra azt mutatja, milyen lenne az ideális megoldás a sugárfék alkalmazására, a hajtómű megfordításával. Mivel ennek gyakorlati és szerkezetbiztonsági akadályai is szoktak lenni, a tervezők másképp oldják meg a problémát, a harmadik ábra a legelterjedtebb megvalósítás sémáját mutatja be. A hajtómű rendes esetben a megszokott módon üzemel, de amikor a fékrásegítés szükségessé válik, alulról és felülről egy-egy ívelt fémidom helyezkedik el a hajtómű mögött. Ezek az extrém hőterhelés elviselésére képes, úgynevezett sugárfordító idomok a hajtóműből távozó forró légsugarat kétoldalt visszafordítják, és azok így részben a haladási irányba távoznak, ennek megfelelően ellenkező irányú, fékező erőhatást kifejtve. Mivel a gázsugarat teljesen menetirányba fordítani nem tudják, ezért a fékező erő az ideálisnál jóval kisebb, de a hajtóművet nagy teljesítményre kapcsolva így is jelentékeny erőt tud az eszköz fékezésre fordítani. Amikor a sugárfékre már nincs szükség, a terelőidomok visszaállnak az alaphelyzetükbe, a burkolatba simulva.
A sugárhajtóművek fékező helyzete más módszerrel is létrehozható. Egyes típusoknál a hajtómű burkolatának oldalán nyílik szabad hely a visszafordított gázsugárnak. A hajtómű belsejében ezek a nyílások többnyire a négy főrész közül az első, a légsűrítő mögül indulnak, ilyenkor a kifújt levegő hőmérséklete alacsony. De van olyan, hogy a kifúvás az égéstér mögül indul, forró levegővel és égésgázokkal. Mindkét megoldás rontja a sugárhajtóművek önfenntartó ciklusának a hatásfokát, ezért a legkönnyebben a harmadik, már bemutatott megoldással találkozhatunk, a turbinákat elhagyó gáz visszairányításával, a fúvócsőben vagy amögött.
|  |  |

A módszer kissé gyenge pontja, hogy az aktiválása időbe telik. Egy-két másodperc kell ahhoz, hogy a szerkezet elemei a fékező helyzetet felvegyék, és újabb két-három másodperc ahhoz, hogy a fékezéskor rendszerint alacsony fordulaton működő hajtómű elérje a kívánt hatáshoz szükséges fordulatszámot. Történt már olyan pályaelhagyásos repülőgép-baleset (személyi sérülés nélkül), amelyben része volt a sugárfék rövid idejű, következetlen használatának is.
A sugárfék használata során a hajtómű magas fordulatszámon, nagy tolóerővel működik, és a gázsugár útjába is akadályt helyeznek, ami erős robajjal jár. Emiatt a repülőterek egyénileg szabályozzák a használatukat. A ferihegyi repülőtéren a lakott terület közelsége miatt a sugárfék használata 22 óra és 6 óra között kerülendő, feltéve hogy ez a leszállás biztonságát nem veszélyezteti.
A sugárfék használatba vétele nem jelent szükségképpen „vészfékezést”. A hétköznapi légiszállításban optimális pályaviszonyok között is gyakran veszik igénybe a pilóták, az aerodinamikai fékfelületekkel együtt, azért is, mert ha a gép sebességét ezzel a módszerrel csökkentik a kerékfék használata előtt, akkor lassítják a fékrendszer elhasználódását, és csökkentik a túlhevülő fék okozta futóműkárosodás veszélyét. Ugyancsak a tolóerő visszafordításával lehet a repülőgéppel tolatni, ha vontatójármű nem áll a személyzet rendelkezésére.
Nem csak kifutáskor, a földön kapcsolható be a sugárfék, néha a levegőben is. Elsősorban nagy tömegű, katonai szállítógépek esetében lehet szükség a gép olyan mértékű fékezésére, ami a zuhanóféklapok és a futómű kibocsátásával nem érhető el, rövid futópályára való kerékletétel előtt, egy nagyobb sebességű, sikeres besiklás végén, vagy erős süllyedés hatására megnövekedett sebesség elvesztésére.
Természetesen a balesetek valószínűségének csökkentése érdekében a hajtómű nem kapcsolható át minden további nélkül fékezésbe, hiszen az súlyos balesethez is vezethet. A gázkarokat alapállapotba húzva azok akadályba ütköznek, tovább nem húzhatók. Az akadály kikapcsolásához, a sugárfékezés megkezdéséhez a pilótának külön, a géptípustól függő, de szándékos mozdulatot kell megtennie. Sok utasszállító repülőgép további biztonsági elemeket is tartalmaz, például a sugárfék csak azután válik aktiválhatóvá, ha a repülőgép főfutóművére bizonyos terhelés kerül, jelezve az automatikának a leszállást.

## Lásd még
- Tolóerővektor-eltérítés